# Nintendo Switch Lite
Nintendo Switch Lite（ニンテンドースイッチ ライト）は、任天堂が開発・販売を行っている携帯型ゲーム機で、2019年9月20日に発売された。

## 概要
2019年7月10日の日本時間の午後9時より各国のオフィシャルサイトおよびYouTubeとニコニコ動画を通じて発表された。「Nintendo Switch」本体と「Joy-Con（ジョイコン）」を一体化させ、携帯モードへと特化させた廉価モデル。

## 沿革

### 2019年
- 7月10日 ‐ 日本時間の午後9時より各国の任天堂のオフィシャルサイトなどを通じ、Nintendo Switch Liteを発表。 カラーバリエーションは「イエロー」、「グレー」、「ターコイズ」の3色とポケットモンスター ソード・シールドに登場する伝説のポケモンである「ザシアン」と「ザマゼンタ」をモチーフとした限定モデルの「ザシアン・ザマゼンタ」の4種類。
- 8月30日 ‐ 予約受付開始。
- 9月20日 ‐ 全世界で発売開始。ファミ通の調査によると、日本では発売後1週間で推定17.8万台を販売した[5]。
- 9月30日 ‐ 発売10日で世界推定累計販売台数が195万台となった。
- 11月1日 ‐ ザシアン・ザマゼンタを発売。
- 11月17日 ‐ 日本国内での推定累計販売台数が50万台を突破した。
- 12月29日 ‐ 日本国内での推定累計販売台数が100万台を突破した[6]。

### 2020年
- 1月30日 - 世界推定累計販売台数が500万台を突破した。
- 2月18日 - 新カラー「コーラル」を発表。
- 3月20日 - コーラルを発売。
- 3月29日 - 日本国内での推定累計販売台数が200万台を突破した[7]。
- 9月30日 - 発売1年での推定累計販売台数を発表。日本で280万台、全世界で1,036万台となり、全世界の累計販売台数が1,000万台を突破した。
- 12月20日 - 日本国内での推定累計販売台数が300万台を突破した[8]。

### 2021年
- 4月13日 - 新カラー「ブルー」を発表。
- 5月21日 - ブルーを発売。
- 8月15日 - 日本国内での推定累計販売台数が400万台を突破した[9]。
- 8月18日 - ポケットモンスター ブリリアントダイヤモンド・シャイニングパールに登場する「ディアルガ」と「パルキア」をモチーフとした限定モデルの「ディアルガ・パルキア」を発表。
- 9月30日 - 発売2年での推定累計販売台数を発表。日本で426万台、全世界で1,653万台となった。
- 11月5日 - ディアルガ・パルキアを発売。

### 2022年
- 9月30日 - 発売3年での推定累計販売台数を発表。日本で499万台、全世界で1,932万台となった。
- 12月4日 - 日本国内での推定累計販売台数が500万台を突破した[10]。

### 2023年
- 3月31日 - 全世界の累計販売台数が2,000万台を突破した。
- 9月30日 - 発売4年での推定累計販売台数を発表。日本で571万台、全世界で2,192万台となった。
- 11月3日 - 『あつまれ どうぶつの森』に登場する「まめきち」と「つぶきち」、「しずえ」をモチーフとした限定モデルの「あつまれ どうぶつの森セット まめきち＆つぶきちアロハ柄」と「あつまれ どうぶつの森セット しずえアロハ柄」を発売。

### 2024年
- 9月26日 -ゼルダの伝説シリーズをモチーフとした「Nintendo Switch Lite ハイラルエディション」を発売。

## ハードウェア

### Nintendo Switchからの変更点
- コントローラーは本体と一体化され、左側の上 /下 / 左 / 右ボタンは十字ボタンに変更。Joy-ConにあるモーションIRカメラやHD振動の機能は削られているため、これらの機能を使用するゲームをプレイする場合は、Joy-Conなどのコントローラーが別途必要となる[4]。また、『リングフィット アドベンチャー』や『Nintendo Switch Sports』などの様に本機でのプレイに対応していないゲームソフトもある[11]。
- 携帯モードに特化した完全な携帯型ゲーム機のため、スタンドは付属していない[4]。それ故に、Nintendo Switch Lite専用の純正ドックは存在しておらず（Nintendo Switchドックは非対応）、HDMI端子を備えた外部モニター（テレビジョン受像機など）への出力も非対応。USB端子を用いた周辺機器の使用には専用の周辺機器が別途必要となる。
- Nintendo Switch Lite本体の形状が異なるため、Nintendo Labo Toy‐Con 04: VR Kitには非対応となる。
- 画面サイズがNintendo Switchの6.2インチと比べやや小さな5.5インチとなっている[4]。
- Joy-Con用のレールコネクタがないためJoy-Conなどの充電は不可能で、充電に必要なJoy-Con充電グリップなどの充電関連のものも別途購入する必要がある。

### 言語設定
本体の表示言語を英語・フランス語・ドイツ語・スペイン語・イタリア語・オランダ語・ポルトガル語・ロシア語・日本語・中国語（繁体）・中国語（簡体）・韓国語に変更できる。これは、「ニンテンドーDS」・「ニンテンドーDS Lite」以来となる 。

## 仕様

### Nintendo Switch Lite本体
| SoC              | - 公式には「NVIDIA Tegraのカスタマイズ版搭載」としているのみで詳細は非公表。以下はチップ解剖から推定されている内容である。 - NVIDIA Tegra X1（カスタマイズ版、20nmプロセス） - CPU：ARM Cortex-A57 4コア+ARM Cortex-A53 4コア, big.LITTLE構成, 動作周波数 1.02GHz - GPU：第2世代MaxwellアーキテクチャのCUDAコア, 動作周波数 307.2-768MHz TVモードと携帯モード（テーブルモード）でクロック周波数が変動する仕組み（仕様上あるというだけでLiteはTVモードは対応していない）。 |
| メモリ           | - 公式には非公表（仕様表に掲載されていない）。 - HACモデルは、iFixitの分解解析により、4GBのLPDDR4を搭載していることが判明している。 - 4GBのLPDDR4Xを搭載している。 - 動作周波数 1,600MHz |
| ディスプレイ     | - 静電容量方式タッチスクリーン 5.5インチLCD / 1280×720ピクセル（720p、237ppi） - システムフォントにはモリサワのユニバーサルデザインフォントとUD新ゴが使われている。 |
| スピーカー       | - ステレオ |
| 標準コントローラ | - 本体内蔵ボタン |
| 他のコントローラ | - Joy-Con（別売） - Nintendo Switch Proコントローラー（別売） |
| メディアスロット | - Nintendo Switch専用ゲームカード |
| ストレージ       | - 32GB eMMC NAND型フラッシュメモリ - データを保存できる容量はシステム領域を除いた容量。 - セーブデータはこの内蔵ストレージのみ保存可能。 - microSDメモリーカード・microSDHCメモリーカード・microSDXCメモリーカード（microSDXCメモリーカードは最大2TBまで認識可能、microSDUCメモリーカードには非対応）。 |
| 本体サイズ       | - 縦：約91.1mm - 横：約208mm - 厚さ：約13.9mm - 質量：約275g |
| 通信機能         | - 無線LAN：IEEE 802.11 a/b/g/n/ac準拠 - Bluetooth バージョン：4.1 - 市販のUSB有線LANアダプターを使用して有線LANでのインターネット接続が可能。 |
| 内蔵バッテリー   | - リチウムイオンバッテリー 電池容量 3570mAh - バッテリー持続時間 約3.0‐7.0時間 - 取り外しは出来ないため、交換が必要な場合は、任天堂サービスセンター（オンライン修理受付）で有償にて交換。 - ゲームによって持続時間は変わる。 - 例えばゼルダの伝説 ブレス オブ ザ ワイルドは約4時間。 - 充電時間 約3時間 - 本体をスリープして充電したときの時間。 |
| その他仕様       | - USB Type-C端子 - Nintendo Switch Lite本体の充電に使用。 - Type-A端子への変換（ハブなど）で、キーボードなど一部のUSB機器に対応。 - ヘッドホン マイク端子 - 3.5mmの4極ステレオミニプラグ（CTIA規格） - 加速度センサー・ジャイロセンサー - NFC（近距離無線通信） |
| 動作環境         | - 温度：5〜35℃ 湿度：20〜80% |

## バリエーション
日本で販売されているNintendo Switch Lite。

### 通常版
| 商品名                             | セット内容                                                                     | 発売日        | 備考 |
| ---------------------------------- | ------------------------------------------------------------------------------ | ------------- | ---- |

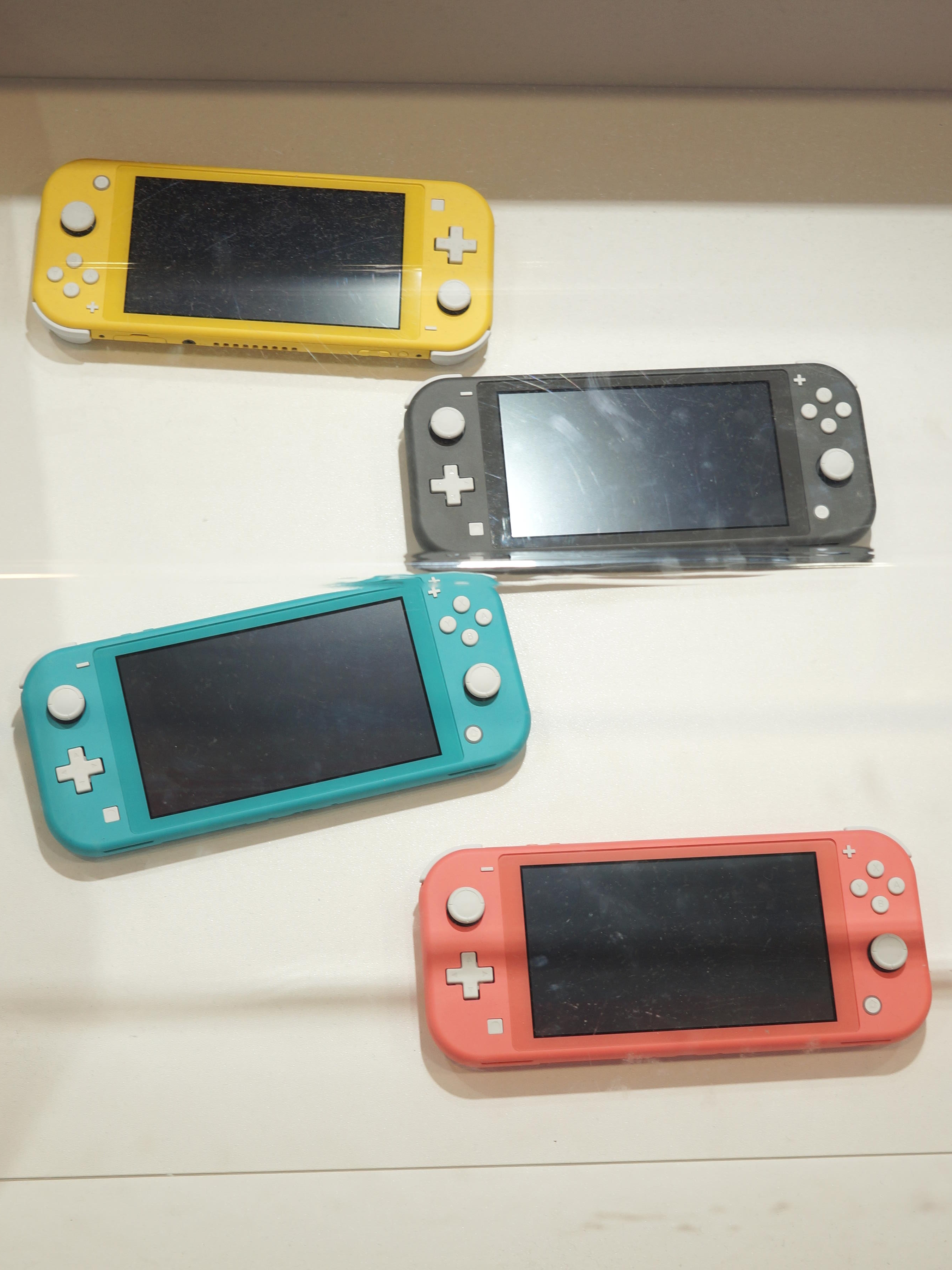
上から順にイエロー、グレー、ターコイズ、コーラル

| Nintendo Switch Lite（イエロー）   | - Nintendo Switch Lite本体 - Nintendo Switch ACアダプター - セーフティーガイド | 2019年9月20日 |      |
| Nintendo Switch Lite（グレー）     | - Nintendo Switch Lite本体 - Nintendo Switch ACアダプター - セーフティーガイド | 2019年9月20日 |      |
| Nintendo Switch Lite（ターコイズ） | - Nintendo Switch Lite本体 - Nintendo Switch ACアダプター - セーフティーガイド | 2019年9月20日 |      |
| Nintendo Switch Lite（コーラル）   | - Nintendo Switch Lite本体 - Nintendo Switch ACアダプター - セーフティーガイド | 2020年3月20日 |      |
| Nintendo Switch Lite（ブルー）     | - Nintendo Switch Lite本体 - Nintendo Switch ACアダプター - セーフティーガイド | 2021年5月21日 |      |

### 限定版
| 商品名                                                                      | セット内容 | 発売日        | 備考                                                                                  |
| --------------------------------------------------------------------------- | --- | ------------- | ------------------------------------------------------------------------------------- |

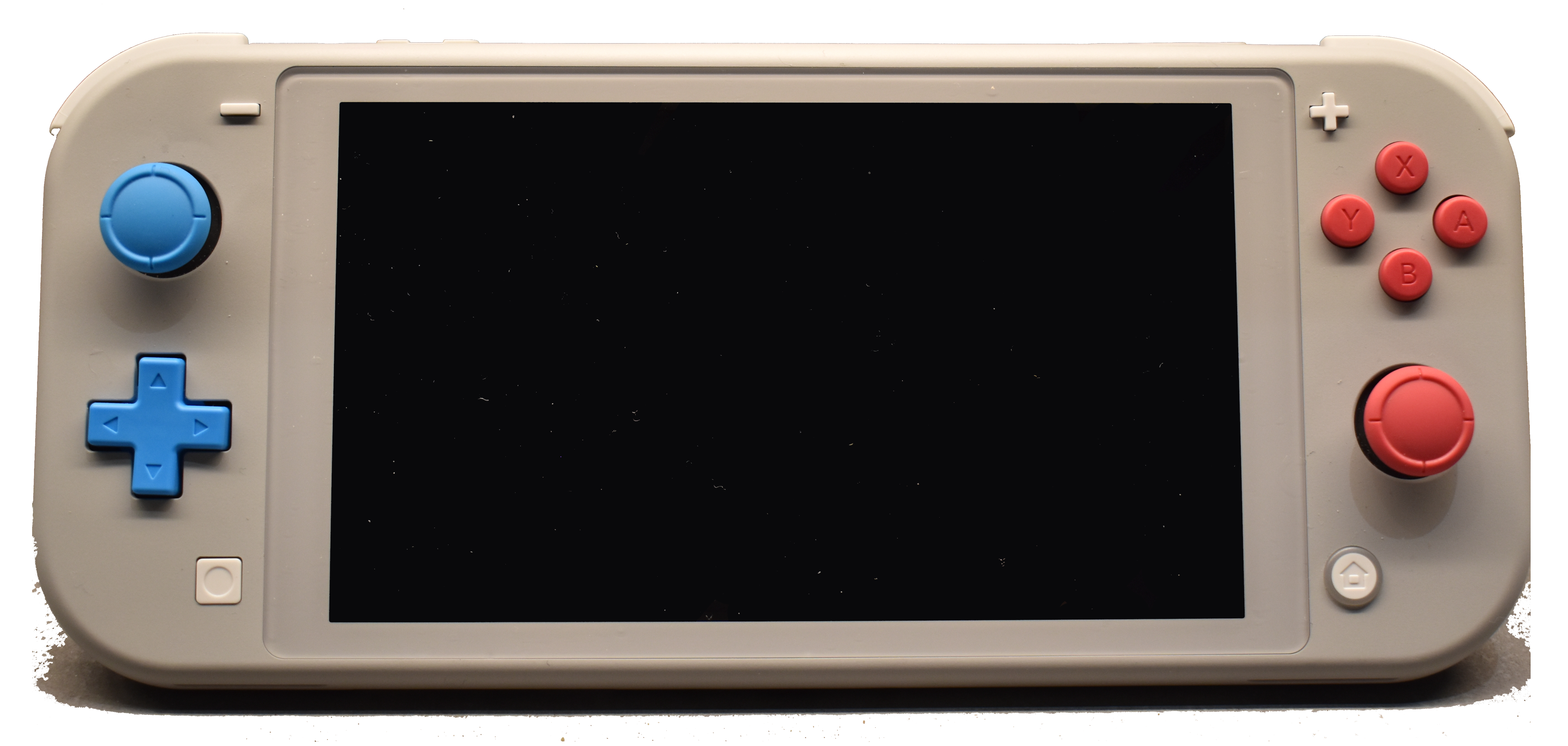
『ザシアン・ザマゼンタ』モデル

| Nintendo Switch Lite ザシアン・ザマゼンタ                                   | - Nintendo Switch Lite本体 - Nintendo Switch ACアダプター - セーフティーガイド                                           | 2019年11月1日 | ポケットモンスター ソード・シールドのソフトは付属しない。                             |
| Nintendo Switch Lite ディアルガ・パルキア                                   | - Nintendo Switch Lite本体 - Nintendo Switch ACアダプター - セーフティーガイド                                           | 2021年11月5日 | ポケットモンスター ブリリアントダイヤモンド・シャイニングパールのソフトは付属しない。 |
| Nintendo Switch Lite あつまれ どうぶつの森セット まめきち＆つぶきちアロハ柄 | - Nintendo Switch Lite本体 - Nintendo Switch ACアダプター - セーフティーガイド - あつまれ どうぶつの森（ダウンロード版） | 2023年11月3日 |                                                                                       |
| Nintendo Switch Lite あつまれ どうぶつの森セット しずえアロハ柄             | - Nintendo Switch Lite本体 - Nintendo Switch ACアダプター - セーフティーガイド - あつまれ どうぶつの森（ダウンロード版） | 2023年11月3日 |                                                                                       |
| Nintendo Switch Lite ハイラルエディション                                   | - Nintendo Switch Lite本体 - Nintendo Switch ACアダプター - セーフティーガイド                                           | 2024年9月26日 | ゼルダの伝説のソフトは付属しない。                                                    |

## 周辺機器
発売日の記述が無い商品は一部を除いて、基本的にはNintendo Switchと同日発売である。また、型番がNSLの商品は任天堂の子会社である任天堂販売株式会社が販売している。
| 型番        | 名称                                                                   | 備考 | 発売日         |
| ----------- | ---------------------------------------------------------------------- | --- | -------------- |
| HDH-001     | Nintendo Switch Lite本体                                               | カラーバリエーションによる型番の違いはない。 |                |
| HAC‐002     | Nintendo Switch ACアダプター                                           | 本体に1つ同梱。Nintendo Switchでも使用可能。 |                |
| HDH‐003     | Nintendo Switch Liteバッテリーパック                                   | 本体に内蔵。バッテリーのみの販売はない。 |                |
| HDH‐004     | Nintendo Switch Liteキャリングケース                                   | Nintendo Switch Lite本体を収納できるキャリングケース。 |                |
| HDH‐A‐PSSAE | Nintendo Switch Liteキャリングケース あつまれ どうぶつの森エディション | Nintendo Switch Lite本体を収納できる特別デザインのキャリングケースと画面保護シートのセット。                                                                               | 2020年3月20日  |
| HDH‐005     | Nintendo Switch Lite画面保護シート                                     | Nintendo Switch Liteキャリングケースに同梱。 |                |
| HDH‐006     | Nintendo Switch Liteフリップカバー                                     | Nintendo Switch Lite本体用のフリップカバー。 |                |
| HAC‐010     | USB充電ケーブル                                                        | Nintendo Switch Proコントローラー、Joy‐Con充電グリップ、USB充電タイプのワイヤレスコントローラーや周辺機器に1つ同梱。type C端子のUSBケーブル。1.5m長と0.3m長の2種類がある。 |                |
| HAC‐012     | Joy‐Con充電グリップ                                                    | Joy‐Conを接続して1つのコントローラとして扱うことができるグリップ。Joy‐Conを充電するためにも必要。                                                                          |                |
| HAC‐013     | Nintendo Switch Proコントローラー                                      | HAC‐031との併用でテーブルモードで使用できる。バッテリーパック（CTR-003）はニンテンドー3DS、Wii U PRO コントローラーと同一。                                                |                |
| HAC‐015     | Joy‐Con （L）                                                          | HAC‐031との併用でテーブルモードで使用可能。単体では充電機能がないため、充電には別途Joy‐Con充電グリップまたはJoy‐Con充電スタンド (2way)が必要になる。                       |                |
| HAC‐016     | Joy‐Con （R）                                                          | HAC‐031との併用でテーブルモードで使用可能。単体では充電機能がないため、充電には別途Joy‐Con充電グリップまたはJoy‐Con充電スタンド (2way)が必要になる。                       |                |
| HAC‐031     | Nintendo Switch充電スタンド（フリーストップ式）                        | テーブルモード用のスタンド、角度を無段階調整ができるフリーストップ式。ACアダプタを接続して充電しながらのプレイが可能。Nintendo Switch Liteでも使用可能。                   | 2018年7月13日  |
| HAC‐048     | Joy‐Con充電スタンド (2way)                                             | Joy‐Conを充電するためにも必要。 | 2024年10月17日 |
| NSL‐078     | サコッシュ for Nintendo Switch Lite                                    | ポケットモンスター ソード・シールド柄のサコッシュ。 | 2019年11月1日  |

## 同時発売ソフト
| カラー                       | タイトル                                       | メーカー       | 発売日        |
| ---------------------------- | ---------------------------------------------- | -------------- | ------------- |
| イエロー・グレー・ターコイズ | ゼルダの伝説 夢をみる島                        | 任天堂         | 2019年9月20日 |
| イエロー・グレー・ターコイズ | 二ノ国 白き聖灰の女王 for Nintendo Switch      | レベルファイブ | 2019年9月20日 |
| ザシアン・ザマゼンタ         | MODEL Debut #nicola                            | フリュー       | 2019年11月1日 |
| ザシアン・ザマゼンタ         | マリオ&ソニック AT 東京2020オリンピック        | セガゲームス   | 2019年11月1日 |
| コーラル                     | あつまれ どうぶつの森                          | 任天堂         | 2020年3月20日 |
| ブルー                       | Miitopia                                       | 任天堂         | 2021年5月21日 |
| ディアルガ・パルキア         | あつまれ どうぶつの森 ハッピーホームパラダイス | 任天堂         | 2021年11月5日 |
| ハイラルエディション         | ゼルダの伝説 知恵のかりもの                    | 任天堂         | 2024年9月26日 |